# Football Bourg-en-Bresse Péronnas 01
A Football Bourg-en-Bresse Péronnas 01 egy francia labdarúgócsapat, melynek székhelye Bourg-en-Bresseben található. Jelenleg a Championnat National-ben szerepel.

## Jelenlegi keret
2019. február 7-i állapot szerint.
| #  |            | Poszt | Név                                             |
| -- | ---------- | ----- | ----------------------------------------------- |
| 1  | FRA        | K     | Matthieu Pichot                                 |
| 2  | FRA        | V     | Florent Perradin                                |
| 3  | FRA        | V     | Lucas Dunand                                    |
| 4  | FRA        | V     | Grégoire Amiot                                  |
| 5  | CTA        | V     | Lionel Zouma                                    |
| 6  | FRA        | KP    | Edwin Quarshie                                  |
| 7  | FRA        | KP    | Banfa Diakité                                   |
| 8  | FRA        | KP    | Sébastien Chéré                                 |
| 9  | FRA        | CS    | Romain Spano (kölcsönben a Clermont csapatától) |
| 10 | TUN        | KP    | Rafik Boujedra                                  |
| 11 | FRA        | CS    | Adel Belaroussi                                 |
| 14 | Guadeloupe | CS    | Livio Nabab                                     |

| #  |        | Poszt | Név                                              |
| -- | ------ | ----- | ------------------------------------------------ |
| 15 | FRA    | KP    | Jimmy Nirlo                                      |
| 16 | FRA    | K     | Sébastien Callamand                              |
| 17 | FRA    | KP    | Edwin Massucco                                   |
| 18 | Guinea | CS    | Anibal Koné                                      |
| 19 | FRA    | KP    | Ibrahim Sacko                                    |
| 20 | FRA    | V     | Moussa Sylla                                     |
| 21 | FRA    | V     | Quentin Martin                                   |
| 22 | FRA    | V     | Gedeon Kalulu                                    |
| 26 | FRA    | V     | Jordan Pierre-Charles                            |
| 28 | FRA    | KP    | Sékou Baradji (kölcsönben a Red Star csapatától) |
| 29 | FRA    | V     | Thomas Da Costa                                  |
| 30 | FRA    | K     | Pierre Popp                                      |

## Edzők
| #  | Név                     | Évek      |
| 1  | Jacques Theppe          | 1985–1989 |
| 2  | Pierre Mauron           | 1989–1992 |
| 3  | Philippe Besset         | 1994–1996 |
| 4  | Diego Garzitto          | 1995–1996 |
| 5  | Pierre Mauron           | 1996–1999 |
| 6  | Jacques Theppe          | 1999–2000 |
| 7  | Thierry Droin           | 2000–2004 |
| 8  | Christophe Desbouillons | 2004–2006 |
| 9  | Pierre Mauron           | 2006–2008 |
| 10 | Hervé Della Maggiore    | 2008–2018 |
| 11 | Damien Ott              | 2018–     |